# Pierre Levée (La Jarne)
Pour les articles homonymes, voir Pierre levée.
La Pierre Levée est un dolmen situé à La Jarne, dans le département de la Charente-Maritime en France.

## Historique
À l'origine, le dolmen fut érigé sur une hauteur, au lieu-dit la Casse-Mortier, sur une parcelle dénommée la Pierre Levée, sur la commune voisine de Saint-Rogatien. En 1756, selon le père Arcère Louis-Étienne, l'édifice reposait encore sur quatre piliers. Endommagé par des chasseurs de trésor, et face à la menace d'un effondrement, G. Musset fouille l'édifice en 1886 et la Société des Amis des Arts de La Rochelle obtient en 1886 son déplacement et sa reconstruction dans le jardin ds plantes de La Rochelle. En 2001, le dolmen est transféré à La Jarne sur la place de la Liberté, près de l'église.

## Description
Le dolmen est composé de trois orthostates soutenant une monumentale dalle dont le poids est estimé à 4 tonnes. Cette reconstruction récente n'est pas conforme à l'architecture d'origine où la chambre était fermée. Les fragments de céramique et les pointes de silex qui y furent découverts sont conservés au muséum d'histoire naturelle de La Rochelle.

## Folklore
Plusieurs légendes sont associées à ce dolmen. Selon la première, les passants y apercevaient régulièrement la nuit des apparitions animales. Après qu'un habitant de la commune voisine de Clavette se fût enquis auprès du fantôme de ses désirs, celui-ci lui répondit qu'il ne serait délivré qu'à la condition de dire une messe pour son âme en l'église Saint-Nicolas de La Rochelle et d'organiser une procession qui passerait devant la pierre. Ainsi fut fait et le fantôme disparut. Dans une seconde légende, les pierres furent perdues en cours de route par la fée Mélusine lors d'un transport aérien durant la construction du Château de Lusignan. Une troisième croyance  affirmait qu'un veau d'or était caché sous le monument, ce qui contribua à la dégradation du dolmen par des chasseurs de trésor.